# Minling Thrichen Rinpoche
Minling Thrichen Rinpoche (tibetisch སྨིན་གླིང་ཁྲི་ཆེན་རིན་པོ་ཆེ Wylie smin gling khri chen rin po che) bzw. der Minling-Trichen-Linien- oder Thronhalter ist der Vertreter einer der beiden wichtigen Linien des Klosters Mindrölling oder Orgyen Mindrölling (o rgyan smin grol ling) in Dranang im Regierungsbezirk Shannan in Tibet.
Das von Terdag Lingpa (1646–1714) gegründete Kloster Mindrölling ist das Gründungskloster der Mindrölling-Tradition, einer Unterschule der Nyingma-Schule des tibetischen Buddhismus.
Ein weiterer wichtiger Linienhalter des Mindrölling-Klosters ist der Minling Khenchen.

## Liste der Minling-Trichen-Linienhalter
Es gibt unterschiedliche Zählungen.
- 1. Terdag Lingpa (1646–1714) (gter bdag gling pa)
- 2. Pema Gyurme Gyatsho (1686–1718) (pad ma 'gyur med rgya mtsho)
- 3. Rinchen Namgyel (1694–1758) (rin chen rnam rgyal)
- 4. Gyurme Pema Tendzin (1737–1761) ('gyur med pad ma bstan ’dzin)
- 5. Gyurme Thrinle Namgyel (1765–1812) ('gyur med ’phrin las rnam rgyal)
- 6. Gyurme Pema Wanggyel (* 18. Jh.) ('gyur med pad+ma dbang rgyal)
- 7. Gyurme Sanggye Künga (* 18./19. Jh.) ('gyur med sangs rgyas kun dga')
- 8. Gyurme Yishin Wanggyel (* 19. Jh.) ('gyur med yid bzhin dbang rgyal)
- 9. Gyurme Dechen Chogdrub (* spätes 19./frühes 20. Jh.) ('gyur med bde chen mchog grub)
- 10. Künga Tendzin (Sohn von Terdag Lingpas Inkarnation Rangrig Dorje)
- 11. Gyurme Döndrup Wanggyel (gest. 1963) ('gyur med don grub dbang rgyal)
- 12. Gyurme Künsang Wanggyel Gyurme Kunzang Wangyal (1931–2008) ('gyur med kun bzang dbang rgyal)